# Прибытие поезда на станцию в Венсене
«Прибы́тие по́езда на вокза́л в Венсе́не» (фр. Arrivée d'un train gare de Vincennes) — немой короткометражный документальный фильм одного из родоначальников кинематографа Жоржа Мельеса. Это самый первый ремейк на фильм братьев Люмьер «Прибытие поезда на вокзал Ла-Сьота». В современном каталоге Мельеса проходит под номером 8. Премьера состоялась во Франции в 1896 году. Сохранился фрагментарно.

## Сюжет
Поезд прибывает на вокзал в Венсене, Франция. Из него выходят пассажиры.